# Équipe de Pologne masculine de handball au Championnat d'Europe 2016
Cet article relate le parcours de l'équipe de Pologne masculine de handball lors du championnat d'Europe 2016 organisé en Pologne du 15 janvier au 31 janvier 2016. Il s'agit de la 7e participation de la Pologne au championnat d'Europe.
Devant ses supporters, l'équipe de Pologne négocie bien le premier tour avant de s'effondrer lors du second et de finalement disputer un match pour la septième place, qu'elle remporte. À l'issue de la compétition, le sélectionneur Michael Biegler est démis de ses fonctions.

## Présentation

### Qualification
Le 23 juin 2012, la Pologne est désignée pays hôte et obtient à cette occasion sa qualification.

### Maillots
L'équipe de Pologne porte pendant l'Euro 2016 un maillot confectionné par l'équipementier Kempa.
| Couleurs | Rouge et blanc |
| Marque   | Kempa          |
| Domicile | Extérieur      |

### Matchs de préparation
Avant la compétition, la Pologne dispute trois matchs amicaux, du 8 au 10 janvier 2016, dans le cadre d'un stage à Irun en Espagne.
Victorieuse lors des deux premières rencontres, par quatre et deux buts d'écart, elle subit par contre la plus large défaite de son histoire face à l'Espagne (26 à 12).
| Équipe 1 | Résultat | Équipe 2 |
| -------- | -------- | -------- |
| Pologne  | 27–23    | Brésil   |
| Suède    | 26–28    | Pologne  |
| Espagne  | 26–12    | Pologne  |

### Effectif
Une première liste de vingt-trois joueurs est annoncée par Michael Biegler le 26 décembre 2015. Elle est réduite à vingt-et-un le 6 janvier, puis à seize le 14 janvier, pour la sélection finale,. Le 19 janvier, Michael Biegler annonce l'arrivée dans le groupe de Maciej Gębala, qui remplace Bartosz Jurecki, blessé mais qui pourra revenir plus tard dans la compétition.
L'âge, le club, le nombre de sélections et le nombre de buts sont en date du 15 janvier 2016.
Le 19 janvier, Michael Biegler annonce l'arrivée dans le groupe de Maciej Gębala, qui remplace Bartosz Jurecki, blessé mais qui pourra revenir plus tard dans la compétition.

## Résultats

### Tour préliminaire
Pour la première phase de la compétition, la Pologne s'est elle-même placée dans le groupe A, dont les matchs se jouent à l'Arena de Cracovie. Après deux rencontres compliquées, lors desquelles elle est menée à la mi-temps,, mais conclues par de courtes victoires (un but d'écart à chaque fois), la Pologne affronte le champion d'Europe, du monde et olympique en titre, la France, avec pour objectif de terminer ce premier tour à la première place. Dominatrice, elle prend rapidement l'avantage sur son adversaire et remporte son match 31-25,, ce qui lui permet d'aborder le tour principal avec le maximum de points (quatre).
|   | Équipe     | Pts | J | G | N | P | Bp | Bc | Diff | Dép |
| - | ---------- | --- | - | - | - | - | -- | -- | ---- | --- |
| 1 | Pologne    | 6   | 3 | 3 | 0 | 0 | 84 | 76 | 8    | 0   |
| 2 | France (T) | 4   | 3 | 2 | 0 | 1 | 91 | 80 | 11   | 0   |
| 3 | Macédoine  | 1   | 3 | 0 | 1 | 2 | 73 | 81 | -8   | 0*  |
| 4 | Serbie     | 1   | 3 | 0 | 1 | 2 | 81 | 92 | -11  | 0*  |

| 15 janvier 2016 - 20 h 30 | Pologne   | 29 | 28 | Serbie  |
| 17 janvier 2016 - 20 h 30 | Macédoine | 23 | 24 | Pologne |
| 19 janvier 2016 - 20 h 30 | France    | 25 | 31 | Pologne |

| 15 janvier 2016 20 h 30 | Pologne      | 29–28   | Serbie              | Tauron Arena, Cracovie Affluence : 14 100 Arbitrage : Stark, Ştefan |
| 15 janvier 2016 20 h 30 | M. Jurecki 7 | (14–15) | Nenadić, Nikčević 7 | Tauron Arena, Cracovie Affluence : 14 100 Arbitrage : Stark, Ştefan |
| 15 janvier 2016 20 h 30 | ×4 ×3        | Rapport | ×4 ×6 ×1            | Tauron Arena, Cracovie Affluence : 14 100 Arbitrage : Stark, Ştefan |

| 17 janvier 2016 20 h 30 | Macédoine    | 23–24   | Pologne   | Tauron Arena, Cracovie Affluence : 14 200 Arbitrage : Geipel, Helbig |
| 17 janvier 2016 20 h 30 | K. Lazarov 8 | (13–11) | Syprzak 6 | Tauron Arena, Cracovie Affluence : 14 200 Arbitrage : Geipel, Helbig |
| 17 janvier 2016 20 h 30 | ×4           | Rapport | ×1 ×5 ×1  | Tauron Arena, Cracovie Affluence : 14 200 Arbitrage : Geipel, Helbig |

| 19 janvier 2016 20 h 30 | France        | 25–31   | Pologne    | Tauron Arena, Cracovie Affluence : 14 854 Arbitrage : López, Ramírez |
| 19 janvier 2016 20 h 30 | Abalo, Mahé 5 | (12–15) | Bielecki 9 | Tauron Arena, Cracovie Affluence : 14 854 Arbitrage : López, Ramírez |
| 19 janvier 2016 20 h 30 | ×2 ×3         | Rapport | ×4 ×6      | Tauron Arena, Cracovie Affluence : 14 854 Arbitrage : López, Ramírez |

### Tour principal
Pour ce tour principal, qu'elle débute en conservant le résultat des deux victoires acquises au tour précédent, la Pologne reste basée à Cracovie.
Pour son premier match dans ce tour, l'équipe de Pologne est une nouvelle fois en difficulté, et s'incline pour la première fois dans cette compétition contre la Norvège sur le score de 28 à 30. Elle se rattrape deux jours plus tard contre la Biélorussie, dernière du classement, et le sélectionneur en profite pour faire tourner son effectif alors que la Pologne compte dix buts d'avance à un quart d'heure de la fin du match. Lors de la dernière journée, le 27 janvier, la Pologne entre sur le parquet de l'Arena de Cracovie juste après la défaite de l'un de ses concurrents à la qualification, la France. Elle se trouve alors dans une position très favorable, une défaite avec moins de cinq buts d'écart contre la Croatie étant suffisante pour terminer deuxième du groupe. Cependant, ce dernier match lui est fatal et l'équipe de Pologne, déjà en retard de cinq unités à la pause, termine la rencontre sur une déroute (défaite 23 à 37),.
Dépassée par son adversaire du jour au classement et par la France, la Pologne termine à la quatrième place et devra disputer un dernier match pour décrocher la septième place du classement final du tournoi.
Le lendemain de la rencontre, le sélectionneur Michael Biegler présente sa démission au président de la fédération polonaise, qui l'accepte. Il sera toutefois toujours sur le banc pour le dernier match de la compétition.
|   | Équipe      | Pts | J | G | N | P | Bp  | Bc  | Diff | Dép |
| - | ----------- | --- | - | - | - | - | --- | --- | ---- | --- |
| 1 | Norvège     | 9   | 5 | 4 | 1 | 0 | 153 | 141 | 12   | 0   |
| 2 | Croatie     | 6   | 5 | 3 | 0 | 2 | 153 | 134 | 19   | +6  |
| 3 | France (T)  | 6   | 5 | 3 | 0 | 2 | 145 | 130 | 15   | +2  |
| 4 | Pologne     | 6   | 5 | 3 | 0 | 2 | 128 | 142 | -14  | -8  |
| 5 | Biélorussie | 2   | 5 | 1 | 0 | 4 | 128 | 151 | -23  | 0   |
| 6 | Macédoine   | 1   | 5 | 0 | 1 | 4 | 130 | 149 | -19  | 0   |

| 23 janvier 2016 - 20 h 30 | Pologne | 28 | 30 | Norvège     |
| 25 janvier 2016 - 20 h 30 | Pologne | 32 | 27 | Biélorussie |
| 27 janvier 2016 - 20 h 30 | Pologne | 23 | 37 | Croatie     |

| 23 janvier 2016 20 h 30 | Pologne     | 28–30   | Norvège  | Tauron Arena, Cracovie Affluence : 14 600 Arbitrage : López, Ramírez |
| 23 janvier 2016 20 h 30 | Bielecki 10 | (15–16) | Hansen 8 | Tauron Arena, Cracovie Affluence : 14 600 Arbitrage : López, Ramírez |
| 23 janvier 2016 20 h 30 | ×2 ×4       | Rapport | ×3 ×5    | Tauron Arena, Cracovie Affluence : 14 600 Arbitrage : López, Ramírez |

| 25 janvier 2016 20 h 30 | Pologne      | 32–27   | Biélorussie | Tauron Arena, Cracovie Affluence : 14 000 Arbitrage : Santos, Fonseca |
| 25 janvier 2016 20 h 30 | M. Jurecki 9 | (19–13) | Shylovich 6 | Tauron Arena, Cracovie Affluence : 14 000 Arbitrage : Santos, Fonseca |
| 25 janvier 2016 20 h 30 | ×3 ×2        | Rapport | ×3 ×4       | Tauron Arena, Cracovie Affluence : 14 000 Arbitrage : Santos, Fonseca |

| 27 janvier 2016 20 h 30 | Pologne            | 23–37   | Croatie   | Tauron Arena, Cracovie Affluence : 15 000 Arbitrage : Gjeding, Hansen |
| 27 janvier 2016 20 h 30 | Bielecki, Daszek 4 | (10–15) | Štrlek 11 | Tauron Arena, Cracovie Affluence : 15 000 Arbitrage : Gjeding, Hansen |
| 27 janvier 2016 20 h 30 | ×1 ×6              | Rapport | ×2 ×5     | Tauron Arena, Cracovie Affluence : 15 000 Arbitrage : Gjeding, Hansen |

### Match de classement (pour la7eplace)
| 29 janvier 2016 16 h | Pologne             | 26–24   | Suède     | Halle du Centenaire, Wrocław Affluence : 6 500 Arbitrage : Gubica, Milosevic |
| 29 janvier 2016 16 h | Krajewski, Konitz 5 | (12–12) | Nilsson 5 | Halle du Centenaire, Wrocław Affluence : 6 500 Arbitrage : Gubica, Milosevic |
| 29 janvier 2016 16 h | ×3 ×1               | Rapport | ×3 ×1     | Halle du Centenaire, Wrocław Affluence : 6 500 Arbitrage : Gubica, Milosevic |

## Statistiques et récompenses
Karol Bielecki et Michał Jurecki finissent meilleurs buteurs de la Pologne avec 34 buts.

### Buteurs
- 34 buts :
  - M. Jurecki (56 % de réussite, 7 matchs)
  - Bielecki (52 %, 7 matchs)
- 22 buts :
  - Syprzak (79 %, 7 matchs)
- 18 buts :
  - Krajewski (64 %, 7 matchs)
- 15 buts :
  - Lijewski (68 %, 6 matchs)
  - Daszek (68 %, 7 matchs)
- 14 buts :
  - Szyba (48 %, 7 matchs)

### Gardiens de but
- 66 arrêts :
  - Szmal (32 % d'arrêts, 7 matchs)
- 13 arrêts :
  - Wyszomirski (20 %, 7 matchs)